# Акула великоноса
Акула великоноса (Carcharhinus altimus) — акула з роду сіра акула родини сірі акули.

## Опис
Загальна довжина досягає 3 м при максимальній вазі 168 кг. Самиці трохи більше за самців. Голова довга. Морда витягнута. Очі середнього розміру, округлі. Рот зігнутий. на кожній стороні верхньої щелепи по 14-16 рядків зубів, на нижній — по 14-15. Зуби великі, трикутної форми. Наділена 5 зябрових щілин. Тулуб кремезний, потужний, міцний. Грудні плавці довгі та широкі. Перший спинний плавець починається приблизно на рівні задньої частини грудних плавців. Другий спинний плавець відносно великий, дещо перед анальним плавцем. Хвостовий плавець з верхньою лопатю серпоподібної форми. Нижня лопать маленька. Шкірні зубчики розташовані близько один від одного, проте не перекривають один одного.
Забарвлення коричнево-сіре або сіре, на спині з бронзуватим відтінком, з боків — зеленуватий або білим, на кінці ребер — темно-сірим.

## Спосіб життя
Тримається поблизу меж континентального шельфу і над верхній частині континентального схилу, на глибинах від 90 до 430 м. Здатна здійснювати великі міграції — до 3200 км. Це бентофаг. Живиться донними костистими рибами, дрібними акулами та скатами.
Статева зрілість настає при довжині у 2,2-2,3 м. Це яйцеживородна акула. Самиця після 10 місяців вагітності народжує у серпні-жовтні 3-15 дитинчат завдовжки 70-90 см.
Цінується за смачне м'ясо, використовуються плавці, а також печінка і шкіра.
Вважається потенційно небезпечною для людини видам акул.

## Розповсюдження
Поширена в західній частині Атлантичного океану: від Флориди (США) до Венесуели. У Східній Атлантиці: від Сенегалу до Гани, виключаючи Середземне море. У західній частині Індійського океану її можна зустріти в Червоному морі, біля берегів Мозамбіку, південної Африки, Мадагаскару, Індії.
У західній частині Тихого океану — біля берегів Китаю, Тайваню, Австралії. У східній частині Тихого океану вона поширена в Каліфорнійській затоці, біля берегів південної Мексики, Колумбії і Еквадору.